# Obwodnica Siedlec

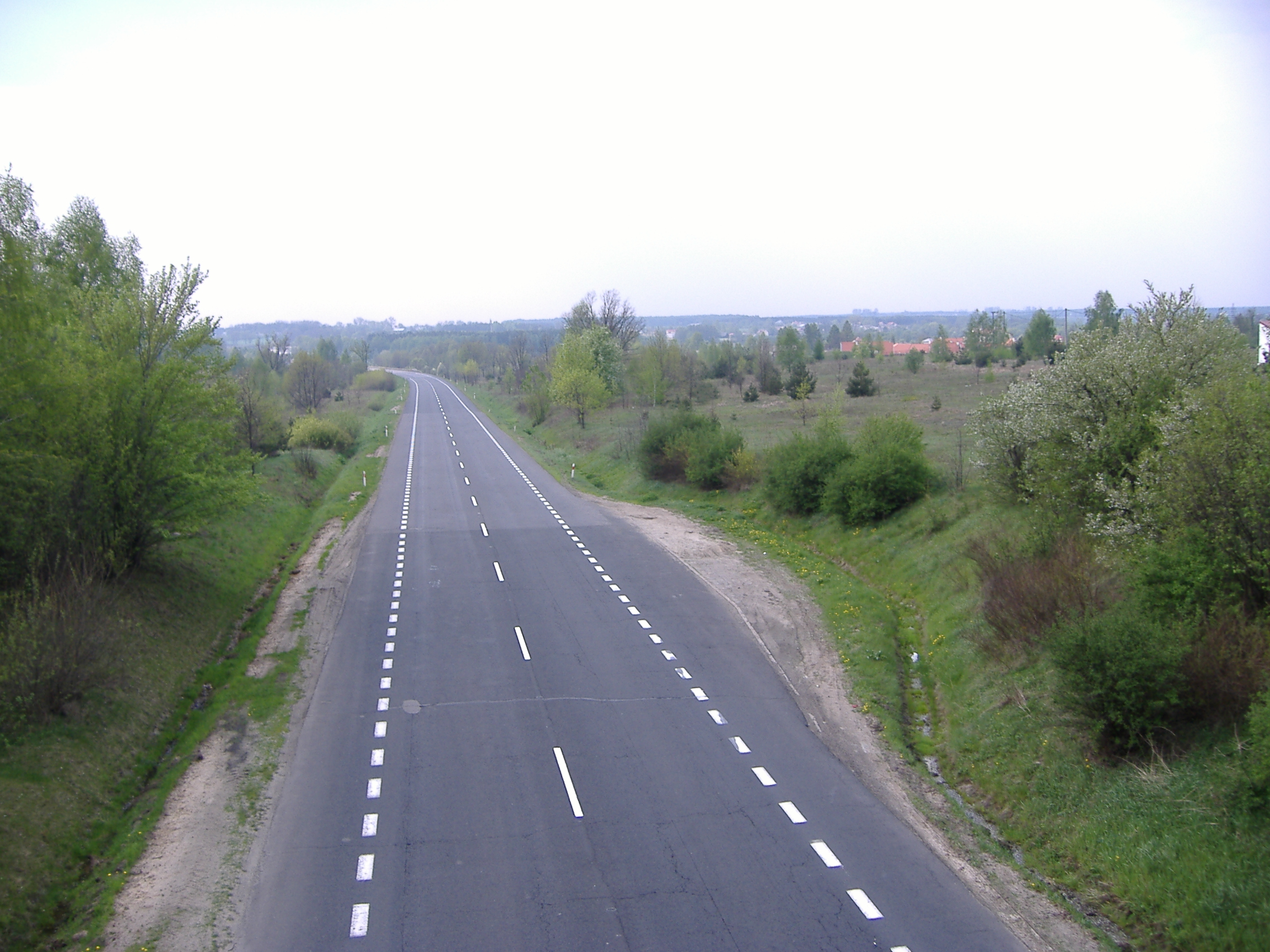
Obwodnica przed przebudową (2006)

Obwodnica Siedlec – obwodnica miasta Siedlce o długości około 10 km, przebiega ok. 3 km na południe od centrum miasta. Obwodnica jest częścią drogi krajowej nr 2 Świecko – Terespol i trasy europejskiej E30 Cork – Omsk oraz drogi krajowej nr 92. Oddano ją do użytku w II połowie lat 80.

## Przebieg

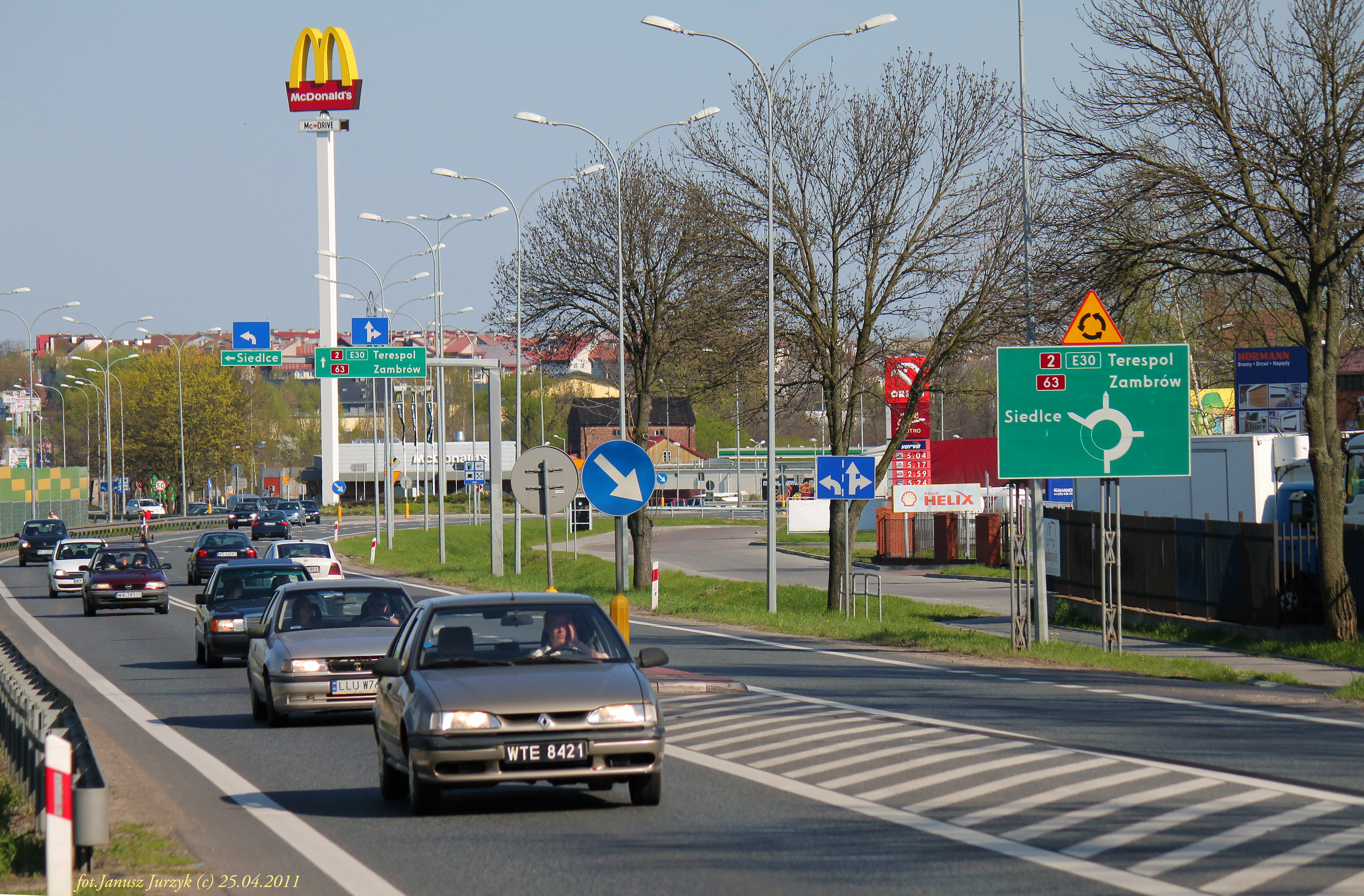
rondo w Nowych Iganiach (początek obwodnicy) w tle os. „Nad Zalewem”

Obwodnica ma swój początek w Nowych Iganiach, w Żelkowie-Kolonii znajduje się zjazd na drogę wojewódzką nr 803 oraz na Autostradę A2  następnie droga  przebiega przez teren miasta (Sekuła). Na skrzyżowaniu w Białkach do obwodnicy włącza się droga krajowa nr 63. Obwodnica kończy się w Ujrzanowie, tutaj również droga nr 63 odchodzi w kierunku północno-zachodnim, do miasta Siedlce.

## Przebudowa
Obwodnica została gruntownie przebudowana w latach 2008-2009. Skrzyżowania w Ujrzanowie, Białkach i Nowych Iganiach zostały przebudowane na skrzyżowania o ruchu okrężnym (rondo). Pasy jezdniowe zostały przebudowane z 1+1 z poboczami na 2+1(dwa pasy stałe i jeden naprzemienny do wyprzedzania w każdym kierunku)bez poboczy. Ponadto w Nowych Iganiach wykonano ekrany akustyczne. Wykonawcą remontu była firma Mostostal Warszawa S.A.